# Gregorio Romero (obispo)
José Gregorio Calixto Romero y Juárez (Salta, 14 de octubre de 1862 - 17 de septiembre de 1919) fue un sacerdote católico argentino, que ejerció como  obispo de Salta entre 1915 y 1919. Fue también diputado nacional.

## Biografía

### Familia
Proveniente de una influyente y antigua familia tucumana, fue quinto nieto de Ygnacio de Çelayarán y Ugarte. 
Fue bautizado en la iglesia de La Viña, ciudad de Salta, el 17 de octubre de 1862, como José Gregorio Calisto Atanacio, hijo de Delfina Juárez Arce y Zelarayán y de Policarpo Romero de la Corte. Su madre era sobrina del ilustre sacerdote, el Pbro. Dr. Pascual Arze y Zelarayán y del general Celedonio Gutiérrez. Su padre, hijo del guerrero de la independencia Gregorio Romero González, por lo tanto, fue miembro de las familias más tradicionales de Salta y Tucumán. 

### Estudios
Cursó sus estudios en el seminario diocesano de Salta, en el cual se ordenó sacerdote en 1886, y del cual fue profesor durante casi treinta años. Afirmándose en sus dotes de orador, los sucesivos obispos le adjudicaron sucesivas responsabilidades, entre ellas la de director del Apostolado de la Oración, capellán de las Hijas de María, dirección y redacción de publicaciones católicas, canónigo de la Catedral y secretario del obispo.

### Actividad política
Fue también senador provincial, presidió el Senado e incluso ejerció brevemente como gobernador provisional. Posteriormente fue elegido diputado nacional, destacándose como un defensor del nacionalismo y por la virulencia con que exigió la intervención federal de la provincia de Santiago del Estero tras un crimen político.

### Actividad eclesiástica
En los últimos años del siglo XIX fue administrador apostólico de la diócesis de Santa Fe en el momento de su creación y antes de la asunción del primer obispo, Juan Agustín Boneo, y le tocó administrar el sacramento de la primera comuníón a Ceferino Namuncurá, hijo del cacique mayor Manuel Namuncurá y actualmente venerado como beato de la Iglesia Católica. Presidió la peregrinación del año 1900 a la ciudad de Roma.
En febrero de 1914 fue nombrado obispo titular de Thermae, y auxiliar de la diócesis de Salta. En noviembre del mismo año fue nombrado obispo titular de Salta.
Falleció en Salta en el año 1919 y fue enterrado en la Catedral de Salta.